# Imperobator
Imperobator (лат.) — род тероподных динозавров из клады паравесов (Paraves), обитавших в маастрихтском веке позднемеловой эпохи на территории нынешней Антарктиды. Включает единственный вид — Imperobator antarcticus. Один из двух антарктических нептичьих теропод, пересёкших сушу, когда она была частью Гондваны. Единственный описанный экземпляр был найден на острове Джеймса Росса в 2003 году экспедицией, организованной Университетом калифорнийского музея палеонтологии, и в 2007 году описан как дромеозаврид. Однако позднее из этих же отложений нашли другие окаменелости, включая зубы и кости черепа. В 2019 году их официально описали как новый род гигантских паравесов.
Imperobator является одним из крупнейших известных паравесов, его высота оценивается в 2 м, что делает его сопоставимым по размеру с гигантскими североамериканскими дромеозавридами ютараптором (Utahraptor) и дакотараптором (Dakotaraptor). В ископаемых остатках отсутствует характерный серповидный коготь на втором пальце, из-за чего не все исследователи считают его дромеозавридом. Отсутствие полного скелета Imperobator вызвало споры по поводу его классификации. Животное было описано как базальный паравес у Ely & Case (2019), но более позднее исследование восстановило его как базального дромеозаврида.
Imperobator обнаружен в пластах мыса Лэмб в формации Сноу-Хилл-Айленд, содержащей множество других окаменелостей животных, многие из которых уникальны, поскольку эволюционировали в изолированной Антарктиде после распада Гондваны. Imperobator сосуществовал с орнитоподным динозавром Morrosaurus, птицей Antarcticavis, а также с мозазаврами, плезиозаврами и птерозавром.

## Открытие и наименование

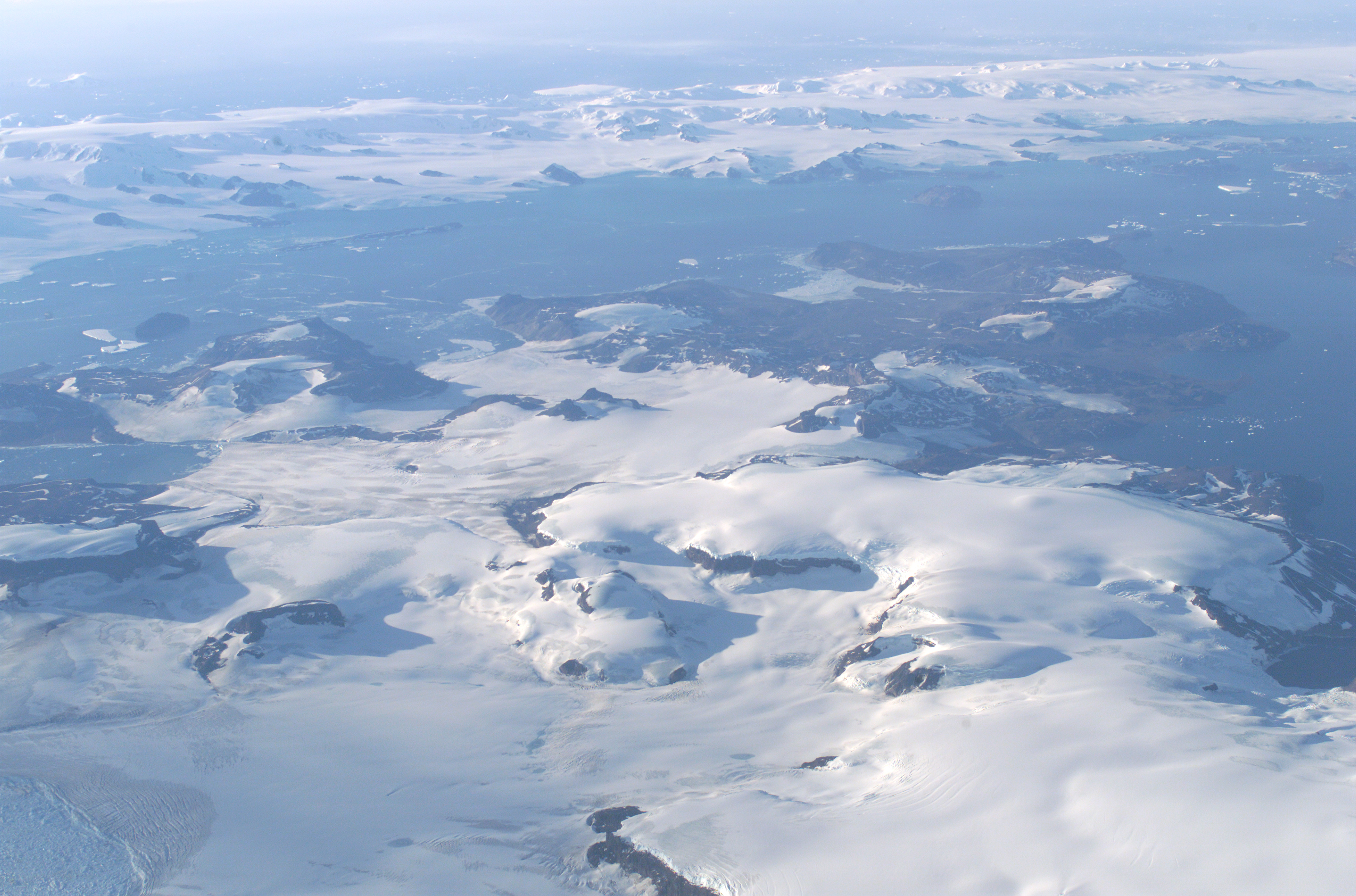
Фото острова Джеймса Росса, на котором открыт Imperobator

Окаменелости крупного тероподного динозавра были обнаружены в декабре 2003 года экспедицией по поиску окаменелостей, организованной Университетом калифорнийского музея палеонтологии на полуострове Нейз острова Джеймса Росса в Антарктиде. На полуострове есть несколько содержащих окаменелости обнажений морских отложений. Они относятся к мысу Лэмб (Cape Lamb) формации Сноу-Хилл-Айленд, которая датируется ранним маастриктским веком позднего мела (~71 млн лет назад). Окаменелости, обнаруженные в 2003 году, состоят в основном из неполной изолированной части левой задней конечности, включая часть большеберцовой кости, неполную таранную кость, частичные пяточную и малоберцовую кости, ногтевую кость, частичные фаланги и пястные кости и зубы. Позднее они были переданы в Университет Калифорнийского музея палеонтологии под каталожным номером UCMP 276000. Однако в Университете Восточного Вашингтона и Школе горного дела и технологий Южной Дакоты нашлись дополнительные ископаемые остатки, отнесённые к UCMP 276000, включая фрагменты черепа, предположительно предчелюстная, верхняя челюсть и/или зубная кость, а также хвостовой позвонок, зубы и фрагменты ступни. Третья экспедиция Палеонтологического проекта «Антарктический полуостров» в 2011 и 2016 годах обнаружила в том же районе ещё больше окаменелостей особи UCMP 276000, таких как зуб, неполная ногтевая кость ступни, фрагменты черепа и неопределённые осколки костей, которые сейчас находятся в коллекциях Американского музея естественной истории под номером AMNH FARB 30894. Согласно Lamanna et al. (2019), в настоящее время ведётся работа над описанием новых образцов.
Описание окаменелостей впервые опубликовано в 2005 году, при этом авторы предположили, что образец был «примитивным пережитком ранних гондванских динозавров», отметив его менее развитые характеристики по сравнению с другими маастрихтскими дромеозавридами. В 2007 году была опубликована более подробная статья о тероподном образце, принадлежащем, как утверждалось, дромеозавриду, названному «дромеозавром Нейза» в честь полуострова, на котором он был найден. Идея того, что окаменелости принадлежали дромеозавриду, оказалась ошибочной, так как на ступне отсутствовал отчётливый серповидный коготь в дополнение к другим характеристикам этих животных. Американские палеонтологи Рикардо Эли и Джадд Кейс официально описали образец как голотип нового рода и вида Imperobator antarcticus в 2019 году. Родовое название происходит от латинского «могучий воин». Видовое название отсылает на континент, на котором обнаружен образец.

## Описание

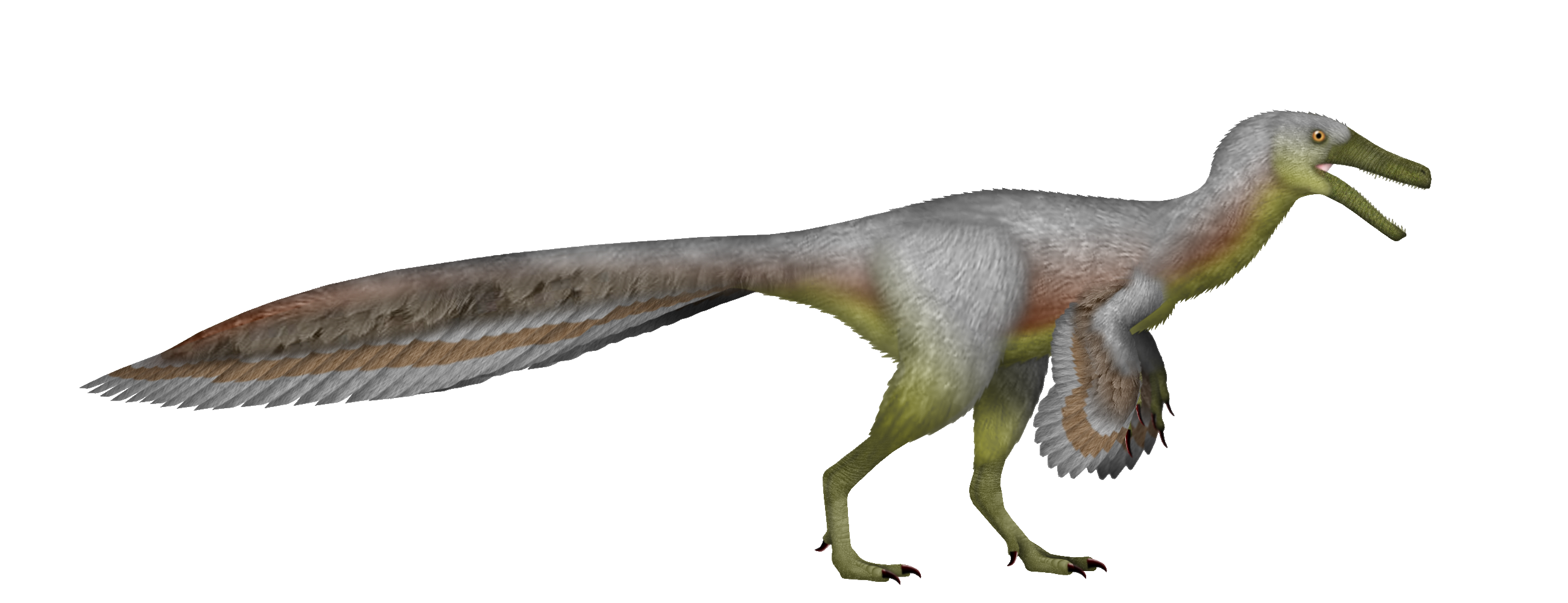
Гипотетическая реконструкция

Голотип длиной около 45 см, оценочно Imperobator должен был достигать 2 м в высоту , что сопоставимо с размером самого крупного дромеозаврида ютараптора (Utahraptor). Гигантизм редко встречается среди паравесов и лучше всего задокументирован в родах Utahraptor, Austroraptor, Deinonychus и Dakotaraptor. Несмотря на считавшуюся принадлежность к дромеозавридам, Imperobator позднее включён в кладу Paraves из-за наличия характеристик, которые отличают его от дромеозаврид, включая отсутствие серповидного когтя, гладкую дистальную поверхность второй плюсневой кости и отсутствие ногтевой кости на втором пальце задней лапы. У образца сохранились зубы верхней челюсти и зубного ряда, длинные, изогнутые и лезвиевидные, как у других плотоядных паравесов.

### Нога
Imperobator известен только по фрагментарным остаткам задних конечностей, но всё же он диагностируется по нескольким признакам. Сохранились дистальная часть левой большеберцовой кости (кость голени) и часть таранной кости, хотя из-за эрозии и мороза основной набор их признаков отсутствует. Обе пяточные кости сохранились и срослись с малоберцовыми костями — уникальная чертой рода. На внутренней поверхности пяточной кости присутствует ямка для сочленения с таранной костью. Пяточная кость имеет круглую, гладкую поверхность, разделенную бороздкой, проходящей вдоль её дорсальной стороны. Левая предплюсна длиннее в переднезаднем направлении, чем в ширину, с субтреугольным контуром на виде спереди.
Плюсневые кости сохранились, но фрагментированы и сломаны. Из сохранившихся плюсневых костей вторая и четвёртая раздроблены на три части, а третья — на две. Пятая плюсневая кость, вероятно, сохранилась, но у Ely & Case (2019) в этом нет полной уверенности. Вторая плюсневая кость уникальна среди паравесов тем, что имеет в поперечном сечении имеет контур параллелограмма, в отличие от круглых или яйцевидных контуров у других родов. В ней может присутствовать ещё один диагностический признак: медиальный наклон на конце диафиза (средняя часть длинной кости), хотя это может оказаться свидетельством патологии. Третья плюсневая кость сильно повреждена, но имеет симметричный дистальный конец возле сочленовной кости и треугольный проксимальный конец на виде спереди, как и у других паравесов. На четвёртой плюсневой кости расположен длинный гребень, проходящий вдоль её заднего края, с более широким проксимальным концом пропорционально по сравнению с другими плюсневыми костями. Второй палец задней конечности неполный, но известна проксимальная половина второй фаланги и ногтевая кость. Третья плюсневая кость представлена фрагментом проксимальной фаланги, которая плохо сохранилась. Также обнаружена полная проксимальная фаланга четвёртого пальца. Неполная ногтевая кость имеет выступающий сгибатель — черта, присущая румынскому паравесу Balaur bondoc.

## Классификация
Прежде, чем вышло официальное описание Imperobator, в статье 2007 года объявили о находке образца и включили это животное в кладу Dromaeosauridae под названием «Naze dromaeosaur». Классификация была проблематичной, так как в UCMP 276000 отсутствовали многие характеристики дромеозаврид, в том числе выдающийся серповидный коготь, а в статье, в которой животному присуждается название Imperobator, динозавра относят только к кладе Paraves. Во время формального описания Imperobator авторы определили этот таксон как теропода-паравеса, родственного более мелким представителям группы:
|  | Anchiornis                                              |
|  |                                                         |
|  | Eosinopteryx                                            |
|  |                                                         |
|  | Pedopenna                                               |
|  |                                                         |
|  | Imperobator                                             |
|  |                                                         |
|  | \| \| Xiaotingia \| \| \| \| \| \| Aurornis \| \| \| \| |
|  |                                                         |
|  | Troodontidae                                            |
|  |                                                         |
|  | Dromaeosauridae                                         |
|  |                                                         |
|  | Avialae                                                 |
|  |                                                         |
|  | Xiaotingia                                              |
|  |                                                         |
|  | Aurornis                                                |
|  |                                                         |

|  | Xiaotingia |
|  |            |
|  | Aurornis   |
|  |            |

Позже — в 2019 году — Скотт Хартман и его команда в своём описании Hesperornithoides провели большой филогенетический анализ теропод, в ходе которого они восстановили Imperobator (оставленного безымянным на момент анализа) как базального (примитивного) орнитомимозавра, тесно связанного с дейнохейридами (Deinocheiridae); однако обновлённая версия этого анализа, сделанная одним из авторов (включая информацию из его формального описания), восстановила Imperobator как базального представителя дейнонихозавров.

## Палеоэкология

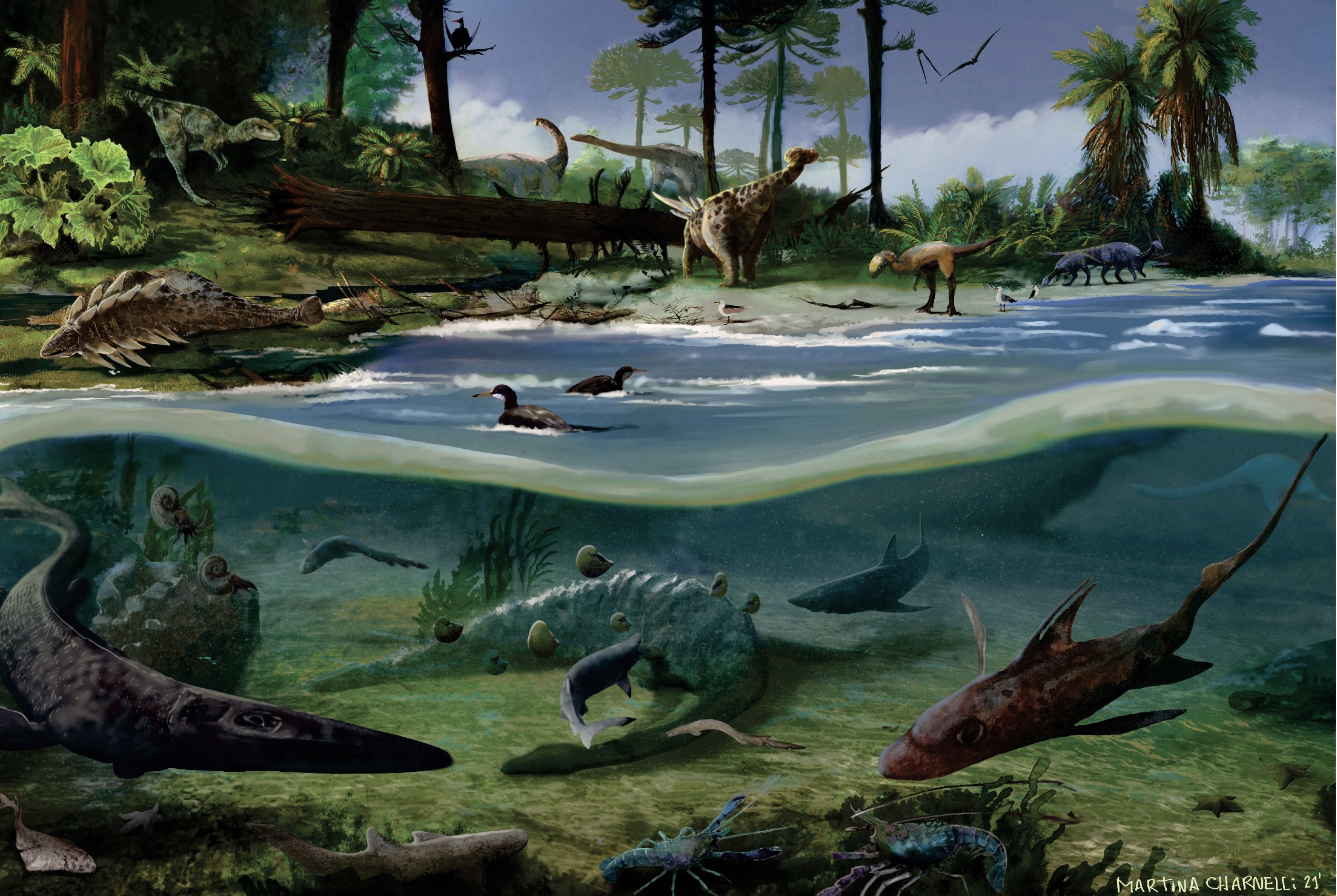
Реконструкция флоры и фауны формации Сноу-Хилл-Айленд, Imperobator слева на заднем плане

Imperobator известен только из слоёв Кейп-Лэмб в формации Сноу-Хилл-Айленд на острове Джеймса Росса — острове одноимённой группы на северо-восточной окраине Антарктического полуострова. Формация Сноу-Хилл-Айленд — одна из двух крупных скальных формаций, содержащих антарктических динозавров, всех, кроме двух континентальных. Флористическая композиция, среда обитания и климат похожи на современные вулканические арки. Во времена обитания Imperobator климат Земли был намного теплее и влажнее, чем сегодня, и Антарктида была свободна от льдов. В окружающей среде преобладали крупные густые хвойные леса, саговники и гинкго. Животным, населявшим Антарктиду в то время, приходилось переживать длительные периоды зимней темноты, как и в современной Антарктиде.
На окаменелостях Imperobator заметны следы поверхностного выветривания и истирания, указывающие на минимальное перемещение, переотложение и субаэральное выветривание остатков. Это контрастирует с голотипом анкилозавра Antarctopelta, которая, вероятно, заплыла в море и была погребена морскими отложениями на дне океана. Из слоёв, где найден Imperobator, также собраны пыльцевые зёрна Asteraceae — группы растений, содержащей подсолнечник и маргаритки. Это древнейшие из известных образов данного семейства. Некоторая часть окружающей среды, возможно, была влажной и похожей на торфяные болота, о чём свидетельствуют Sphagnaceae (торфяные мхи) и некоторые другие группы, таких как клубневый мох Selaginella и растения из групп Lycopodiaceae и Ericaceae. В слоях Кейп-Лэмб из этой же формации найдено несколько других ископаемых остатков, таких как растительноядный орнитопод Morrosaurus, неопределённый орнитопод-гипсилофодонтид, птица Antarcticavis, неопределённая птица из группы Neornithes, безымянный птерозавр, эласмозаврид Vegasaurus; мозазавры Taniwhasaurus, Liodon, Plioplatecarpus и Mosasaurus; акулы, такие как Notidanodon, и несколько костистых рыб из групп Teleostei, Actinopterygii, Ichthyodectiformes и Sphenocephalidae. Раковинные аммониты — морские головоногие моллюски — тоже найдены в слоях мыса Лэмб.